# Buey

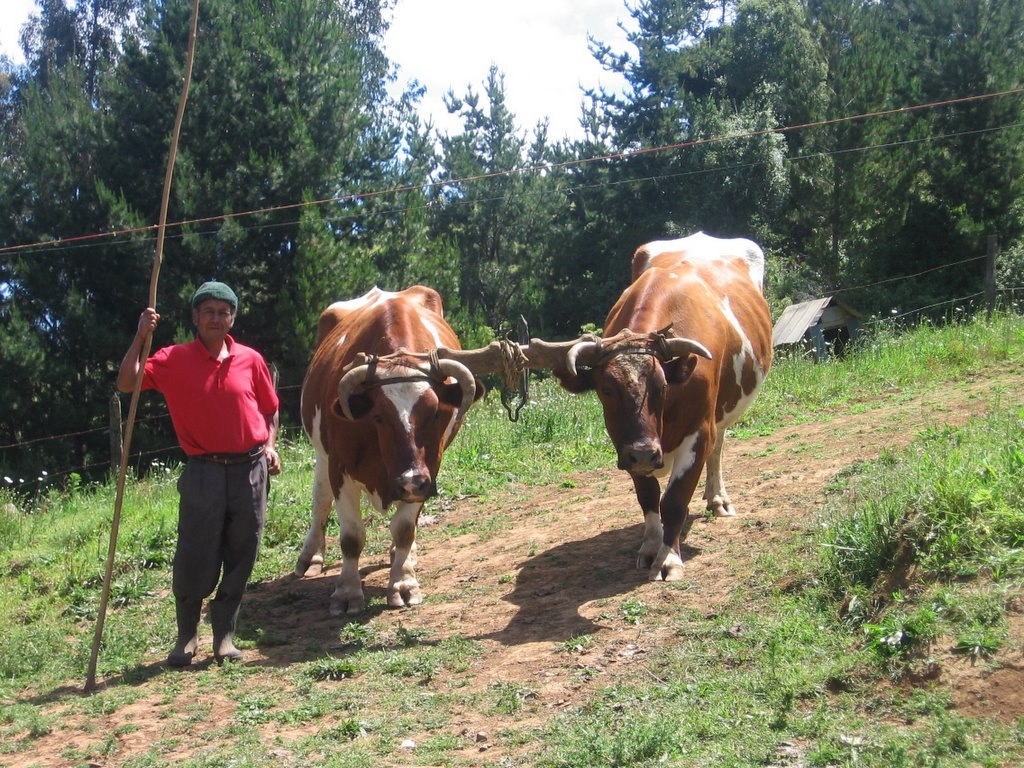
Los bueyes son utilizados entre otras cosas como animales de carga. Fotografía de una yunta de claveles Carahue, Chile.

El buey es el macho bovino (toro), dedicado al engorde y sacrificio o a tareas de tracción, especialmente faenas agrícolas y el transporte de cargas. Para que un macho bovino se transforme en buey, se requiere de su castración después de la maduración sexual. En sus funciones mecánicas ha sido desplazado por las máquinas desde la Revolución Industrial del siglo XVIII, pero en muchos lugares del mundo siguen usándose como animal de carga o tiro. Se puede llamar también "buey salvaje" a cualquier miembro no doméstico del género Bos, como el gaur, el banteng, el kuprey o el extinto uro.

## Historia y simbolismo

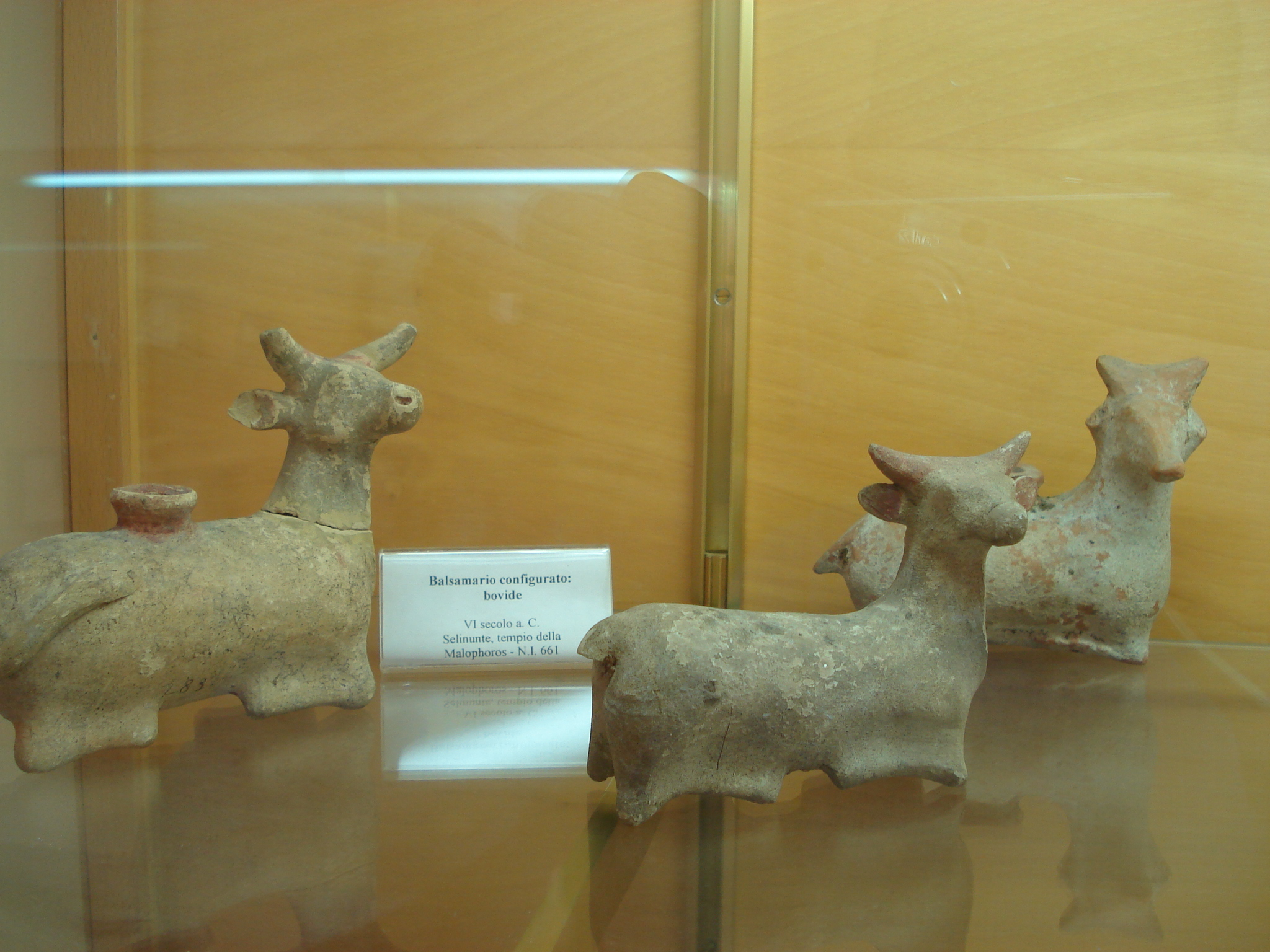
Bueyes griegos de terracota del siglo VI

Los egipcios fueron los primeros en rendir al buey y la vaca un culto del que se hallan todavía restos en la India. Este respeto religioso pasó después a los griegos los cuales en los primeros tiempos no inmolaban sino toros cuya cabeza no hubiera todavía llevado el yugo. En la primera época de Roma no se mataban los bueyes destinados a la agricultura.
Los lacedemonios sacrificaban un buey a Marte cuando habían ganado una victoria por medio de algún ardid y un gallo cuando había sido abiertamente y sin el menor engaño.
Los triunfadores romanos inmolaban a Júpiter Capitolino dos bueyes blancos nacidos en Umbría. Cuando los bueyes destinados al sacrificio no eran enteramente blancos, se acababan de blanquear con creta y estos bueyes se llamaban bos cretatus. Se adornaban después las puertas de los templos con las cabezas de los bueyes inmolados y de aquí es que se ven los altares decorados con el cráneo de estos animales.

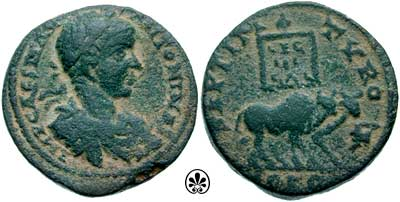
As del tiempo de Heliogábalo mostrando dos bueyes

Los romanos llamaban al buey, al toro y los becerros, víctimas mayores. Eran las únicas a las que se doraban los cuernos en los sacrificios pero los griegos los doraban también a las otras víctimas menores. Los pobres que no tenían medios para ofrecer un buey vivo, sacrificaban uno de masa de harina. Los pies de las tablas y de los trípodes terminaban comúnmente en forma de pies de buey, para imprimir fuerza y la estabilidad.
Un buey con cara de hombre o solamente una cabeza con la misma, era entre los paganos el símbolo de la agricultura y el tipo del combate de Hércules contra Aqueloo.
Varrón califica al buey de compañero del hombre en la agricultura. Columella dice que era igual delito el atentar contra la vida de un buey que contra la de un hombre. Eliano, Plinio, Valerio Máximo y otros autores citan ejemplos de castigos impuestos por la muerte de bueyes. La fábula dice que los compañeros de Ulises perecieron en un naufragio por haber muerto algunos bueyes del sol.
Por el capítulo XXV del Deuteronomio se ve que se prohibió al pueblo de Israel el poner bozal al buey que les servía para trillar o para los demás usos de la labranza queriendo el Señor que el animal que ayuda al hombre en sus fatigas tenga alguna parte en el fruto de ellas.
Tres cabezas de buey sobre la estatua de Isis denotaban entre los egipcios los tres tiempos del año oportunos a la agricultura. Los romanos ponían una cabeza de buey en sus edificios para señal de trabajo y paciencia.
En las medallas antiguas el buey o el toro con los cuernos cargados de flores es un símbolo de los sacrificios en los cuales estos animales eran las víctimas. Algunas veces están en actitud de herirse con los cuernos y denotan la guerra o bien los combates públicos de las fieras, parecidos a las corridas de toros.
Cuando los romanos querían indicar una colonia representaban dos bueyes tirando un arado, porque acostumbraban a servirse de bueyes para señalar con el arado el circuito que había de ocupar la nueva población. Algunas veces en semejantes casos se ven juntos un buey y una vaca. Esta se halla situada a la parte de la ciudad y el buey a la parte exterior o del campo para denotar que el cuidado interno de la casa correspondía a la mujer y que la agricultura y todas las profesiones activas eran propias del hombre.

### Hispanoamérica y España
En diversos países hispanoamericanos, los bueyes siguen siendo utilizados como animal de tiro, especialmente en aquellas faenas en que, por dificultades del terreno, es difícil utilizar otros animales o vehículos motorizados, tal como ocurre en las faenas forestales. Se llama boyero a la persona que se dedica a guardar o a conducir a los bueyes.
En Andalucía occidental se utiliza para engancharlos en las carretas de las distintas romerías, como El Rocío. En las islas Canarias, está extendido de una forma muy común el uso del buey para la agricultura, alimentación, tiro de carretas, así como en romerías y competiciones de arrastre de ganado.

## Expresiones relacionadas
- A paso de buey; con insoportable lentitud o prolijidad
- Buey viejo, surco derecho; quien es práctico en las acciones de rutina los despacha con el mayor acierto y prontitud
- A buey harón poco le presta el aguijón; las personas indolentes y perezosas rara vez cambian el paso por mucho que se las estimule y aguijonee
- A buey viejo no le cates majada, que él se la cata o A buey viejo no le cates abrigos; necedad es dar consejo al hombre prudente y viejo
- ¿A dónde irá el buey que no are?; en todos los oficios y estados hay trabajos que sufrir.
- Al buey por el asta y al hombre por la palabra; tan sujeto queda el hombre honrado si compromete su palabra, como el buey uncido por el cuerno para tirar o arar
- Al buey viejo múdale el pesebre y dejará el pellejo; las personas ancianas, mudando de clima y alimentos, exponen su salud, aventuran su vida
- Al llamado del que lo piensa, viene el buey a la melena; se obedece fácilmente por amor o gratitud al que dispensa beneficios y alivia necesidades.
- Al buey maldito, le reluce el pelo; regularmente salen vanos los malos deseos del contrario o enemigo, y aun suelen resultar en provecho del sujeto contra quien se abrigan
- Are mi buey por lo holgado, y el tuyo por lo alabado; la tierra descansada produce más fruto que la que se siembra todos los años, aunque esta sea de mejor calidad.
- El buey bravo, en tierra ajena se hace manso; en país extraño se procede con más cordura y moderación por faltar el apoyo, conocimientos y relaciones que se tienen en la propia patria
- El buey harto no es comedor; la continuación en los placeres o deleites se torna en saciedad y causa fastidio.
- El buey que me acornó, en buen lugar me echó; lo que parece desgracia, suele ser origen de alguna fortuna
- El buey sin cencerro piérdese presto; conviene poner gran diligencia y cuidado en las cosas, para que no se pierdan o extravíen.
- El buey suelto bien se lame; el célibe o soltero tiene más libertad y holgura que el casado
- El buey traba el arado, mas no de su grado; el trabajo siempre cuesta y no se acostumbra uno gustosamente a lo malo.
- El buey viejo arranca la gatuña del barbecho; no conviene despreciar las cosas antiguas, que a veces son de más utilidad que las nuevas o modernas.
- El que no tiene buey ni cabra, toda la noche ara; el que es demasiado pobre siempre está con el desvelo y afán de ganarse la vida
- El buey ruin, holgando se descuerna; se dice de los que se fatigan con poco trabajo.
- Habló el buey y dijo mú; se aplica a los necios, acostumbrados a callar y que cuando abren su boca es para decir algún disparate.
- Por los bueyes que son de mi padre, siquiera aren, siquiera no aren; alude irónicamente al poco cuidado que ponemos en las cosas cuando no nos interesan personalmente.
- No ates la boca al buey que trilla o ara; el que trabaja tiene de derecho a comer con abundancia, principalmente cuando su trabajo es muy útil para alguno.
- Quien bueyes ha perdido, cencerros se le antojan; advierte lo mucho que engaña el deseo, pues con poco fundamento suele pedir el fácil logro de lo que apetecemos.[3]